# Megumi Ogata
Megumi Ogata (japanski 緒方 恵美; Ogata, Megumi, Tokio, 6. lipnja 1965.) je japanska seiyuu, tj. sinkronizacijska glumica koja posuđuje glasove u animeima. Najpoznatija je po animeima "Shin Seiki Evangelion", "Mjesečeva ratnica" i "Detektiv Conan". Također je neko vrijeme bila i pjevačica. Pohađala je sveučilište Tokai, ali je napustila studij zbog manjka zanimanja. Zbog svojeg "hrapavog" glasa, često daje glasove ili mladim muškarcima ili ženama s muškim karakteristikama (jedan slavni primjer je Uranova ratnica iz animea "Mjesečeva ratnica").

## Anime

### Televizija
- Angel Beats! (Ayato Naoi)
- Angel Heart (Yan Fanyui)
- Ayatsuri Sakon (Sakon)
- B't X (Karen)
- Bleach (Tia Harribel)
- Captain Tsubasa J (Jun Misugi)
- Cardcaptor Sakura (Yukito Tsukishiro, Yue)
- Detektiv Conan (Ayako Nagai)
- Devil Lady (Kurosaki)
- Detective School Q (Kyū Renjō)
- Elemental Gelade (Rasati Tigres)
- Flame of Recca (Aki)
- Full Moon o Sagashite (Izumi Lio)
- GetBackers (Clayman)
- Ghost Stories (Akane of the Broadcast Room)
- Ghost Sweeper Mikami (Majka od Yokoshima)
- Veliki učitelj Onizuka (Juria Murai)
- Karakurizōshi Ayatsuri Sakon (Tachibana Sakon)
- Kyoshiro to Towa no Sora (Waruteishia)
- Magic Knight Rayearth (Emeraude, Eagle Vision)
- Android Announcer Maico 2010 (Masudamasu)
- Neo Ranga (Myō Ōmori)
- Shin Seiki Evangelion (Shinji Ikari)
- Power Stone (WangTang)
- Project ARMS (Al Bowen)
- Mjesečeva ratnica (Vampire, Seirēn, Petz, Haruka Tenoh/Uranova ratnica)
- Samurai Deeper Kyo (Sanada Yukimura, Anayama Kosuke)
- Slam Dunk (mladi Takenori Akagi)
- Sonic Underground (Manic the Hedgehog)
- Sorcerer Hunters (Mille Feuille)
- Soul Hunter (Fugen Shinjin)
- Special A (Satoru Takishima)
- Tokyo Mew Mew (Masaya Aoyama, Blue Knight, Deep Blue)
- UFO Ultramaiden Valkyrie (Valkyrie, Valkyrie Ghost)
- Vampire Princess Miyu (Reiha, Matsukaze)
- Violinist of Hameln (Sizer)
- Yu-Gi-Oh! (Yugi Mutou)
- YuYu Hakusho (Kurama, Shūichi Minamino)
- Zenki (Anju, Akira Gouki)

### OVA
- Glass Mask (Maya Kitajima)
- Kodocha (Akito Hayama)
- Rayearth (Princess Emerald)
- Miyuki-chan in Wonderland (Fuyuri)
- Oh My Goddess! (Keiichi Morisato)
- Sorcerer Hunters (Mille feuille)
- UFO Ultramaiden Valkyrie (Valkyrie)

### Animirani filmovi
- The End of Evangelion (Shinji Ikari)
- Evangelion: 1.0 You Are (Not) Alone (Shinji Ikari)
- Evangelion: 2.0 You Can (Not) Advance (Shinji Ikari)
- Sailor Moon R: The Movie (Mladi Mamoru)
- Sailor Moon S: The Movie (Sailor Uranus)
- Sailor Moon Supers: The Movie (Sailor Uranus)
- YuYu Hakusho: The Movie (Kurama)
- YuYu Hakusho, The Movie: Poltergeist Report (Kurama)

## Vanjske poveznice
- Megumi Ogata u internetskoj bazi filmova IMDb-u (engl.)
- Megumi Ogata na Anime News Network